# Heuersdorf
Heuersdorf – miejscowość (formalnie część miasta Regis-Breitingen) położonego w powiecie Lipskim w Saksonii w RFN.
Heuersdorf położony jest w pobliżu kopalni węgla brunatnego należącej do elektrowni Lippendorf. W związku z rozbudową tej kopalni miejscowość zostanie zlikwidowana.